# Мукаев, Мурат Рахметович

## Биография
Мукаев Мурат Рахметович родился в 1969 году.
Окончил Западно-Казахстанский сельскохозяйственный институт и Каспийский общественный Университет.
1992−1994 годы — инспектор по учету налоговой инспекции Фурмановского района.
1994−1996 годы — ведущий, старший специалист Уральского филиала «Игилик-банк».
1996−1997 годы — бухгалтер, менеджер областного филиала Народного Сберегательного Банка Казахстана.
1997−1998 годы — инспектор таможенного поста «Сайхин» таможенного управления по Западно-Казахстанской области.
1999−2004 годы — инспектор, главный инспектор, старший инспектор, начальник отдела, заместителями начальников управления, департамента таможенного контроля по Западно-Казахстанской области.
2004−2007 годы — исполняющий обязанности начальника, начальник таможенного поста«Орал-центр таможенного оформления» департамента таможенного контроля по Западно-Казахстанской области.
2007−2009 годы — исполняющий обязанности начальника таможенного поста «Оскемен-центр таможенного оформления» департамента таможенного контроля по Восточно-Казахстанской области.
2009−2011 годы — начальник таможенного поста«Таскала» департамента таможенного контроля по Западно-Казахстанской области.
2011−2013 годы — руководитель отдела предпринимательства Уральска.
2013−2016 годы — аким Жанибекского района.
2016−2017 годы — аким Теректинского района.
С 1 июля 2017 — 12 августа 2019 годы — аким города Уральск
С 30 марта 2023 года избран председателем Западно-Казахстанского областного маслихата